# Acontia spangbergi
Acontia spangbergi is een vlinder van de familie van de uilen (Noctuidae). De wetenschappelijke naam van deze soort is voor het eerst voorgesteld door Per Olof Christopher Aurivillius in een publicatie uit 1879.
De soort komt voor in Namibië.